# ヴィクトリヤ・ペルミナイテ
ヴィクトリヤ・ペルミナイテ（Viktorija Perminaitė、1981年6月17日 - ）は、リトアニアのポップミュージシャン。ポップ・グループ「マンゴ」の元メンバー。

## 経歴
クライペダ出身。1998年より「マンゴ」のメンバーとして活躍。2008年、ソロ活動を開始。2009年6月に自身初のソロアルバムを出した。

## ディスコグラフィ
- Aš viena（2009年）

## ラジオ向けシングル
- Aš viena（2008年）
- Sustoja Laikas（2008年）
- Maža maža（2009年）
- Aš rožė（2009年）
- Sunku mylėt（2009年）
- Patinka（2009年）